# Nunungan
Nunungan ist eine philippinische Stadtgemeinde in der Provinz Lanao del Norte. Sie hat 18.367 Einwohner (Zensus 1. August 2015). Auf dem Gebiet der Gemeinde liegt der Mount Inayawan Range Natural Park.

## Baranggays
Nunungan ist politisch in 25 Baranggays unterteilt.
| - Abaga - Bangco - Canibongan - Karcum - Dimayon - Inayawan - Kaludan - Katubuan - Cabasaran (Laya) - Liangan - Lupitan - Mangan - Malaig | - Masibay - Poblacion (Nunungan Proper) - Notongan - Petadun - Panganapan - Pantar - Paridi - Rarab - Raraban - Rebucon - Songgod - Taraka |